# Toskanischer Archipel
Der Toskanische Archipel (italienisch: Arcipelago Toscano) liegt im Mittelmeer vor der toskanischen Küste Italiens. Die Inseln des Toskanischen Archipels werden auch Tyrrhenische Inseln (Isole Tirrene) genannt.

## Geographie
Die Gruppe besteht aus sieben der Apenninhalbinsel vorgelagerten Hauptinseln:
- Elba (mit sieben Gemeinden, die auch die Inseln Montecristo und Pianosa umfassen)
- Giglio (Gemeinde Isola del Giglio)
- Giannutri (zur Gemeinde Isola del Giglio)
- Montecristo (zur Gemeinde Portoferraio)
- Capraia (Gemeinde Capraia Isola)
- Pianosa (zur Gemeinde Campo nell’Elba)
- Gorgona (zur Stadt Livorno)

Des Weiteren gehören auch mehrere kleine Eilande und Felsen zur Inselgruppe: Scoglio d’Affrica (Gemeinde Portoferraio), die Formiche di Grosseto (Stadt Grosseto), Meloria (Stadt Livorno), Palmaiola und Cerboli (beide Gemeinde Rio).
Der Toskanische Archipel gehört laut der IUCN zu den bedeutendsten Naturwundern der Welt.
Der Nationalpark Toskanischer Archipel (Parco Nazionale dell’Arcipelago Toscano) ist mit 60.000 ha geschützter Meeresfläche und etwa 18.000 ha geschützter Landfläche das ausgedehnteste Meeresschutzgebiet Europas.

## Geschichte
Der Legende nach verlor die Tyrrhenische Venus ihren Perlenschmuck, als sie dem Meer entstieg. Dabei zerbrach er in Splitter, woraus die heutigen Inseln entstanden seien.
Ab etwa 750 v. Chr. stand der Archipel zunehmend unter dem Einfluss der Etrusker, die an den umfangreichen Eisenvorkommen interessiert waren und mit deren Abbau begannen. Um 453 v. Chr. wurde Elba vorübergehend von den Griechen besetzt. 246 v. Chr. eroberten die Römer die Inseln, die dann für rund 800 Jahre zum Römischen Reich beziehungsweise dessen Nachfolgestaaten gehörten.
Die Insel Elba wurde im Zusammenhang mit den Revolutionskriegen vorübergehend von Großbritannien besetzt und wurde 1802 im Frieden von Amiens Teil Frankreichs. 1814, am Tag der Abdankung Napoleons als Kaiser der Franzosen, wurde Elba als souveränes Fürstentum Napoleon übertragen. Vom 4. Mai 1814 bis zum 26. Februar 1815 lebte er auf der Insel. Im Wiener Kongress wurde Elba dem Großherzogtum Toskana zugeschlagen und gelangte mit diesem 1860 an das vereinte Königreich Italien.
Unter den kleinen Inseln erlangte Montecristo durch Alexandre Dumas’ Roman Der Graf von Monte Christo (veröffentlicht 1844–1846) literarische Berühmtheit.
Im Januar 2012 lief im Archipel nahe der Insel Giglio das Kreuzfahrtschiff Costa Concordia mit über 4000 Passagieren am Bord auf einen Felsen unter Wasser und blieb mit starker Schlagseite auf dem Grund liegen. Bei dem Unglück starben 32 Menschen.

## Tourismus
Der Fremdenverkehr hat an Bedeutung gewonnen und ist inzwischen die Haupteinnahmequelle. Der Toskanische Archipel ist mit Fähren von Livorno, Piombino und Porto Santo Stefano aus erreichbar.
Die Insel Gorgona ist eine Gefängnisinsel und kann nur mit einer Sondergenehmigung betreten werden.